# یوهان کوک
یوهان کوک (استونیایی: Juhan Kukk؛ ۱۳ آوریل ۱۸۸۵ – ۴ دسامبر ۱۹۴۲ (۵۷ ساله)) سیاست‌مدار اهل استونی بود.
وی از سال ۱۹۲۲ تا ۱۹۲۳ رئیس دولت استونی و از سال ۱۹۲۱ تا ۱۹۲۲ سخنگو مجلس استونی بوده‌است. کوک در سال ۱۹۴۰ توسط کمیساریای خلق در امور داخلی دستگیر و در سال ۱۹۴۲ در زندان درگذشت.